# クレーガー＝ビンクの表記法
クレーガー＝ビンクの表記法（英語: Kröger–Vink notation）は、欠陥化学において格子欠陥を記述するための形式。F.A.クレーガーとH.J.ビンクによって提唱された。

## 表記法
{\displaystyle \mathrm {M} _{\mathrm {S} }^{\mathrm {C} }}
Mは次の要素を含む。
- 原子はSi、Ni、O、Clなど元素記号で表す。
- 格子空孔はVで表す。
- 伝導電子はeで表す。
- 正孔はhで表す。

Sは結晶において、ある種類の原子の占めるべき位置すなわちサイトを表す。
- もともと原子が占めていない場所すなわち格子間はiで表す。

Cは、結晶を構成する元の原子と比較した相対的な電荷すなわち有効電荷を表す。
- 電気的に中性なものは{\displaystyle {\times }}で表す。
- 正の電荷は{\displaystyle {\bullet }}で表す。
- 負の電荷は ' で表す。

## 表記例
{\displaystyle {\rm {Al}}_{\rm {Al}}^{\times }} ＝ アルミニウム原子のサイトを占める有効電荷を持たないアルミニウム原子。
{\displaystyle {\rm {Y}}_{\rm {Al}}^{\times }} ＝ アルミニウム原子のサイトを占める有効電荷を持たないイットリウム原子。
{\displaystyle {\rm {V}}_{\rm {O}}^{\bullet \bullet }} ＝ プラス2価の有効電荷を持つ酸素の格子空孔。
{\displaystyle {\rm {Al}}_{\rm {i}}^{\bullet \bullet \bullet }} ＝ プラス3価の有効電荷を持つ格子間のアルミニウム原子。
{\displaystyle {\rm {e}}_{}^{'}} ＝ 伝導電子。マイナス1価の有効電荷を持つ。サイトは特定できない。